# Андреева, Ольга Максимовна
Ольга Максимовна Андреева — советский хозяйственный и государственный деятель, Герой Социалистического Труда.

## Биография
Родилась в 1918 году в деревне Пухово Новоржевского района Псковской области. Член КПСС.
С 1932 года — колхозница в деревне Пухово.
Пережила немецкую оккупацию, помогала партизанскому движению.
В 1944—1951 — бригадир-полевод колхоза «Большевик», рабочая полеводства подсобного хозяйства завода «Линотип» в поселке Заветное Приозерского района Ленинградской области.
В 1951—1974 — рабочая полеводства, птичница совхоза «Волхово», птичница совхоза «Коммунар» в деревне Сябреницы Чудовского района Новгородской области.
Указом Президиума Верховного Совета СССР от 22 марта 1966 года присвоено звание Героя Социалистического Труда с вручением ордена Ленина и золотой медали «Серп и Молот».
Делегат XXIII съезда КПСС.
Умерла в 2008 году в Кореновске Краснодарского края.

## Награды и звания
- Герой Социалистического Труда (22.03.1966)
- Орден Ленина (22.03.1966)
- Малая золотая медаль ВДНХ СССР (1965)
- Большая серебряная медаль ВДНХ СССР (1961)